# Grammia figurata
Grammia figurata là một loài bướm đêm thuộc phân họ Arctiinae, họ Erebidae.